# Szarłaty
Szarłaty (deutsch Charlotten) ist ein kleiner Ort in der polnischen Woiwodschaft Ermland-Masuren und gehört zur Landgemeinde Sorkwity (deutsch Sorquitten) im Powiat Mrągowski (Kreis Sensburg).

## Geographische Lage
Szarłaty liegt zwischen dem Jezioro Lampackie (deutsch Sorquitter See, Lampatzki-See) und dem Pierwoysee (Jezioro Pierwój) in der südlichen Mitte der Woiwodschaft Ermland-Masuren, 14 Kilometer südwestlich der Kreisstadt Mrągowo (deutsch Sensburg).

## Geschichte
Im Jahre 1785 wurde Charlotten als ein „adliges Vorwerk mit sechs Feuerstellen“ erwähnt. Die Landgemeinde bestand lediglich aus ein paar kleinen Gehöften. Von 1874 bis 1945 war sie Teil des Amtsbezirks Sorquitten (polnisch Sorkwity), der zum Kreis Sensburg im Regierungsbezirk Gumbinnen (ab 1905: Regierungsbezirk Allenstein) in der preußischen Provinz Ostpreußen gehörte.
Aufgrund der Bestimmungen des Versailler Vertrags stimmte die Bevölkerung im Abstimmungsgebiet Allenstein, zu dem Charlotten gehörte, am 11. Juli 1920 über die weitere staatliche Zugehörigkeit zu Ostpreußen (und damit zu Deutschland) oder den Anschluss an Polen ab. In Charlotten stimmten 40 Einwohner für den Verbleib bei Ostpreußen, auf Polen entfielen keine Stimmen.
Als in Kriegsfolge 1945 das gesamte südliche Ostpreußen an Polen überstellt wurde, war auch Charlotten davon betroffen. Es erhielt die polnische Namensform „Szarłaty“ und ist heute – in enger Beziehung („część wsi“) zum Nachbardorf Nibork (Neberg) – eine Ortschaft im Verbund der Landgemeinde Sorkwity (Sorquitten) im Powiat Mrągowski (Kreis Sensburg), bis 1998 der Woiwodschaft Olsztyn, seither der Woiwodschaft Ermland-Masuren zugehörig.

### Einwohnerzahlen
| Jahr | Anzahl |
| ---- | ------ |
| 1818 | 46     |
| 1839 | 55     |
| 1871 | 66     |
| 1885 | 68     |
| 1898 | 58     |
| 1905 | 67     |
| 1910 | 68     |
| 1933 | 54     |
| 1939 | 41     |

## Kirche
Bis 1945 war Charlotten in die evangelische Kirche Sorquitten in der Kirchenprovinz Ostpreußen der Kirche der Altpreußischen Union sowie in die katholische Kirche in Kobulten (polnisch Kobułty) im damaligen Bistum Ermland eingepfarrt. Heute gehört Szarłaty zur evangelischen Pfarrei Sorkwity in der Diözese Masuren der Evangelisch-Augsburgischen Kirche in Polen, außerdem zur katholischen Pfarrei Sorkwity im jetzigen Erzbistum Ermland innerhalb der polnischen katholischen Kirche.

## Verkehr
Szarłaty liegt abseits vom Verkehrsgeschehen im Westen einer Nebenstraße, die Sorkwity mit Maradki (Maradtken) und Rozogi (Rosoggen) verbindet und über Miłuki (Millucken) führt. Von Miłuki führt ein direkter Weg nach Szarłaty. Ein Anschluss an den Bahnverkehr besteht nicht.